# Meko tkivo
Meko tkivo – u anatomiji – uključuje  tkiva  koja povezuju, podržavaju ili okružuju druge telesne strukture  i organe, osimm tvrdog tkiva, kao što su kosti. Meka  tkiva uključuju tetive, ligamente, fascije, kožu, vlaknasta tkiva, masti i sinovijalne membrana (koji su vezivno tkivo), kao i mišiće, živce  i krvne sudove (koji nisu vezivno tkivo)
Ponekad se meko tkivo definiše i kao ono što ono to nije, kao npr. "neepitelni, vanskeletni  mezenhim isključujući  retikuloendotelni sistem i gliju".

## Sastav
Karakteristične  supstance unutar vanćelijskog matriksa ove vrste tkiva su kolagen, elastina i osnovna supstanca. Normalno meko tkivo je vrlo hidrirano zbog osnovne  supstance. Fibroblasti  su najčešće ćelije koje su odgovorne za proizvodnju vlakana mekih tkiva i osnovne supstance. Varijacije fibroblasta, kao što su hondroblasti, mogu također  proizvesti ove supstance.

## Mehaničke karakteristike
Pri  malim istezanjima, elastina izaziva  krutost tkiva i skladišti većinu energije istezanja. Kolagena vlakna su relativno nerastegljiva i obično su labava (talasasta, uvijena). Sa povećanjem istezanja  tkiva kolagena se postepeno rasteže u smeru deformacije. Kada su zategnuta, ta vlakna proizvode snažan rast u krutost tkiva. Ponašanje  kompozitnih materijala analogno je  najlon čarapi, čije gumice imaju  ulogu elastina, a ulogu  najlona ima kolagen. U mekim tkivima kolagena ograničava istezanje  i štiti tkiva od povrede.
Ljudska meka tkiva su visoko fleksibilna, a  njihova mehanička svojstva znatno se  razlikuju od jedne osobe do  druge. Testiranje uticaja rezultiralo je nalazom da  su krutost i prigušena otpornost tkiva ispitivanog  subjekta  u korelaciji sa masom, brzinom i veličinom objekta. Takva svojstva mogu biti korisna za forenzična istraživanja kod izazvanih kontuzija. Kada tvrdi  predmet deluje  na ljudska  meka tkiva, energija udara se apsorbuje u tkivu što smanjuje efekat uticaja ili nivoa bola, pa osoba s debljim  mekim tkivom apsorbira takve  uticaje sa manje odbojnosti.
Meka tkiva imaju potencijal da se podvrgnu velikim istezanjima da se  zatim vrate na početnu konfiguraciju kada  se rasterete, odnosno njihova kriva stresnog istezanja je nelinearna. Meka tkiva su viskoelastična, nestiskljiva i obično anizotropna. Neka vidljiva  svojstva visoke elastičnosti  mekih tkiva su: opuštanje, puzanje i histereza.
Za  opisivanje mehaničkih odgovora mekih tkiva, koristi se nekoliko metoda. Ovi metodi uključuju: hiperelastične makroskopske modele bazirane na energiji istezanja, matematička podešavanja u kojima se koriste nelinearne konstitutivne jednačine i strukturno zasnovani modeli  u kome se odgovor linearnog elastičnog materijala modifikuje prema njegovim  geometrijskim karakteristikama.

### Pseudoelastičnost
Iako meka tkiva imaju viskoelastična svojstva, odnosno stres kao funkciju brzine istezanja može se aproksimirati na hiperelastičnom modelu  poslije preduslova za obrazac opterećenja. Nakon nekoliko ciklusa unosa  i  odnošenja  materijala, mehanički odgovor postaje nezavistan od brzine istezanja:
{\displaystyle \mathbf {S} =\mathbf {S} (\mathbf {E} ,{\dot {\mathbf {E} }})\quad \rightarrow \quad \mathbf {S} =\mathbf {S} (\mathbf {E} )}
Uprkost nezavisnosti brzine istezanja, preduslov mekih tkiva  koji  je i dalje prisutan je histereza, a mehanički odgovor može se modelirati kao hiperelastični  sa različitim konstantama materijala na ulazu i izlazu. Ovim metodom,  teorija elastičnosti se koristi za modeliranje neelastičnih materijala.  Fung je Ovaj model nazvao kao pseudoelastičan model da bi istakao da materijal nije potpuno elastičan.

### Preostala naprezanja
U  fiziološkom stanju mehkih tkiva obično su prisutna preostala naprezanja koja  mogu biti ispoljena  kada je tkivo isečeno.  U fiziologiji i histologiji mora se imati u vidu ta činjenica da bi se izbegle pogreške pri analizi izrezanog tkiva. To istezanje obično uzrokuje vizuelni artefakt.

### Fungov elastični materijal
Yuan-Cheng Fung  razvio je  konstitutivnu jednačinu za prekondicionirano  meko tkivo:
{\displaystyle W={\frac {1}{2}}\left[q+c\left(e^{Q}-1\right)\right]}
sa
{\displaystyle q=a_{ijkl}E_{ij}E_{kl}\qquad Q=b_{ijkl}E_{ij}E_{kl}}
kvadratni oblik  Green-Lagrangeovog istezanja {\displaystyle E_{ij}}, {\displaystyle a_{ijkl}}, {\displaystyle b_{ijkl}} i {\displaystyle c} materijalne konstante.
- {\displaystyle W} = funkcija energije istezanja po jediici zapremune, koja mehanička energija istezanja za datu temperaturu.

#### Izotropno pojednostavljenje
Fungov model, pojednostavljen prema hipotezi o izotropnosti  (ista mehanička svojstva). Ovo se piše poštujući glavna istezanja  ({\displaystyle \lambda _{i}}):
{\displaystyle W={\frac {1}{2}}\left[a(\lambda _{1}^{2}+\lambda _{2}^{2}+\lambda _{3}^{2}-3)+b\left(e^{c(\lambda _{1}^{2}+\lambda _{2}^{2}+\lambda _{3}^{2}-3)}-1\right)\right]} ,
gde su
- a, b, c = konstante.

#### Pojednostavljenje za malo i veliko istezanje
Za mala istezanja, eksponencijalni obrazac je vrlo mali i  tako zanemariv:
{\displaystyle W={\frac {1}{2}}a_{ijkl}E_{ij}E_{kl}}
Sa druge strane, linearni  termin je zanemarljiv kada se analiza oslanja  samo na velika istezanja:
{\displaystyle W={\frac {1}{2}}c\left(e^{b_{ijkl}E_{ij}E_{kl}}-1\right)}

### Gentov elastični  materijal
{\displaystyle W=-{\frac {\mu J_{m}}{2}}\ln \left(1-\left({\frac {\lambda _{1}^{2}+\lambda _{2}^{2}+\lambda _{3}^{2}-3}{J_{m}}}\right)\right)}
gde je:
- {\displaystyle \mu >0} =  modul smicanja za beskrajno istezanje,  a
- {\displaystyle Jm>0} = parametar ukrućivanja, u vezi sa ograničavajućim lancem rastegljivosti,[12] Po ovom konstitutivnom model ne može se istezati i  jednoosovinski  naprezati  van maksimalnog rastezanja {\displaystyle Jm}, što je pozitivni koren iz:

{\displaystyle \lambda _{m}^{2}+2\lambda _{m}-J_{m}-3=0}

## Remodelovanje i rast
Mehka tkiva imaju potencijal naa rast i prepravke reagirajeu  dugoročnim hemijskim i mehaničkim promjenama. Stopa koju proizvode fibroblasti  strukture tropokolagena je proporcionalna  ovim nadražajima. Bolesti, povrede i promjene u nivou mehaničkog opterećenjea mogu izazvati remodeliranje. Primjer ovog fenomena su zadebljanja na rukama farmera. Remodeliranje (preuređenje)  vezivnog tkiva je dobro poznato i kod  kostiju prema Wolffovom zakonu (remodelovanje kosti).
Mehanobiologija je nauka koja proučava odnos između opterećenja i rasta na ćelijskom nivou. Rast i remodelovanja imaju važnu ulogu u etiologiji nekih uobičajenih bolesti mekih tkiva, kao što su arterijska stenoza i aneurizma i svaka fibroza mekog tkiva. Ostali primeri  obnove tkiva su zadebljanje srčanog mišića kao odgovor na rast krvnog pritiska koji se  otkriva  na arterijskom zidu.

## Tehnike obrade slike
Pri izboru tehnika snimanja za vizualizaciju komponente vanćelijskog matriksa mekih tkiva, trebalo bi imati u vidu određena pitanja, jer se preciznost analize slike  oslanja na svojstva i kvalitet sirovih podataka i, prema tome, izbor tehnika snimanja mora biti zasnovan na kriterijumima kao što su:
- Optimalna rezolucija za komponente od interesa;
- Postizanje visokog kontrasta tih komponenti;
- Održavanje  niskog nivoa uračunatih artefakta;
- Dovoljan obim prikupljanje podataka;
- Vođenje niskog obima podataka;
- Uspostavljanje jednostavnih i ponovljivih podešavanje za analizu tkiva.

Kolagena  vlakna su debelia oko 1-2 μm. Dakle,  tehnika rezolucije  snimanja treba biti oko 0,5 mikrona. Neke tehnike omogućuju direktno pribavljanje dovoljnog volumena podataka, dok za  druge treba rezanje iz uzorka. U oba slučaja, obim koji je dovijen mora biti u stanju u kojem se mogu  pratiti snopovi vlakana celim obimom. Visoki kontrast čini lakšom segmentaciju slike, pogotovo kada je dostupna informacija putem boja. Osim toga, potrebno je rešiti  fiksiranje boja. Utvrđeno je da fiksacija mekog tkiva  u  formaldehidu uzrokuje stezanje i mijenjanje strukture izvornog tkiva. 
Neke tipske vrednosti za različite kontrakcije fiksacije su: formalin (5% - 10%), alkohol: (10%), Bouin:  (<5%).
| Pokazatelj        | Transmisijsko osvetljenje | Konfokalno                             | Multifotonski fluorosventni nadražaj | Druga harmonijska generacija      | Optička koherentna tomografija        |
| Rezolucija        | 0.25 μm                   | Aksijalna: 0,25-0,5 μm Lateralna: 1 μm | Aksijalna: 0.5 μm Lateralna: 1 μm    | Aksijalna: 0,5 μm Lateralna: 1 μm | Aksijalna: 3-15 μm Lateralna: 1-15 μm |
| Kontrast          | Veoma visok               | Nizak                                  | Visok                                | Visok                             | Umeren                                |
| Probojnost        | N/A                       | 10 μm-300 μm                           | 100-1000 μm                          | 100-1000 μm                       | Do 2–3 mm                             |
| Troškovi snimanja | Visoki                    | Niski                                  | Niski                                | Niski                             | Niski                                 |
| Fiksacija         | Potrebna                  | Potrebna                               | Nepotrebna                           | Nepotrebna                        | Nepotrebna                            |
| Ugradnja          | Potrebna                  | Potrebna                               | Nepotrebna                           | Nepotrebna                        | Nepotrebna                            |
| Bojenje           | Potrebno                  | Nepotrebno                             | Nepotrebno                           | Nepotrebno                        | Nepotrebno                            |
| Ukupna cena       | Niska                     | Umerena do visoka                      | Visoka                               | Visoka                            | Umerena                               |

## Spoljašnje veze
|  | Molimo Vas, obratite pažnju na važno upozorenje u vezi sa temama iz oblasti medicine (zdravlja). |